# Сенес-де-ла-Вега
Сенес-де-ла-Вега (ісп. Cenes de la Vega) — муніципалітет в Іспанії, у складі автономної спільноти Андалусія, у провінції Гранада. Населення — 7085 осіб (2010).
Муніципалітет розташований на відстані близько 360 км на південь від Мадрида, 5 км на схід від Гранади.

## Демографія
Динаміка населення (INE ):

## Галерея зображень

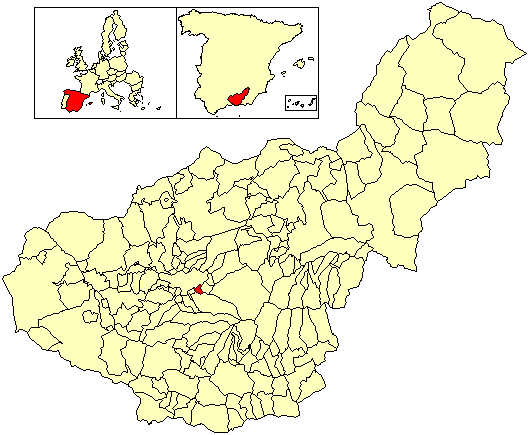
Розташування муніципалітету Сенес-де-ла-Вега у провінції Гранада